# 長谷川洋
長谷川 洋（はせがわ ひろし、1963年 - ）は、日本のジャパノイズミュージシャンである。自身一人で構成されるソロプロジェクト ASTRO（アストロ）名義での音楽活動を行っている。

## 経歴
1983年頃からドラムや声を使った即興演奏を行なっており、1989年に「大音量による集団即興ノイズ演奏」をコンセプトにしたC.C.C.C.を日野繭子、長久保隆一、小堺文雄らと共に結成。その後「C.C.C.C.」の活動と並行して「ASTRO」名義で1993年頃からアナログシンセサイザーによるソロ演奏ユニットとして活動。作品リリースやライブ活動を精力的に行い、様々なアーティストとのコラボレーションも数多く行っており、海外のフェスティバルにも度々招聘されている。今までにリリースされた自身が関連した作品は100タイトル以上に上る。2013年に女性エレクトロニクス奏者Rohcoをメンバーに迎えデュオ編成になったのを機に、ソロ名義を本名の「Hiroshi Hasegawa」とする。なおメンバーとして参加しているユニットにはASTRO以外にも「Cosmic Coincidence」「解体飼育団」「BLASTRO」「NORD」「GALAX」「SOUTH SATURN DELTA」等がある。現在は、東京を拠点に国内外で幅広く活動している。